# Odonestis pruni pruni
Odonestis pruni pruni é uma subespécie de lasiocampídeo da espécie O. pruni, tribo Odonestini; com distribuição na região paleoártica.

## Sinônimos
A subespécie têm os seguintes sinônimos:
- Phalaena Bombyx pruni Linnaeus, 1758
- Odonestis pruni santorui Hartig, 1938
- Odonestis pruni reisseri Rungs, 1977
- Odonestis pruni var. ambitiosa Dannehl, 1925
- Odonestis pruni f. vulpecula Dannehl, 1925
- Odonestis pruni var. montana Jones, 1907

## Distribuição
A subespécie tem distribuição na Albânia, Alemanha, Áustria, Bélgica, Bielorrússia, Bósnia e Herzegovina, Bulgária, Croácia, Dinamarca, Eslováquia, Eslovênia, Espanha, Estônia, Finlândia, França, Grécia, Hungria, Itália, Letônia, Lituânia, Luxemburgo, Macedônia, Países Baixos, Polônia, Portugal, República Checa, Romênia, Rússia, Suécia, Suíça, Turquia, Ucrânia.